# جان لورنتسو برنینی
جان لورنتسو برنینی (ایتالیایی: Gian Lorenzo Bernini؛ ‏ ایتالیایی: [ˈdʒan loˈrɛntso berˈniːni]؛ زادهٔ ۷ دسامبر ۱۵۹۸ - درگذشتهٔ ۲۸ نوامبر ۱۶۸۰) هنرمند ایتالیایی و یک معمار برجسته بود که بیشتر در رم فعال بود. او برترین مجسمه‌ساز زمان خود بود که اعتبارش به خاطر خلق آثاری در سبک باروک بدست آمده بود.
برنینی توانایی نمایش یک داستان دراماتیک از شخصیت‌هایی که احساسات شدید از خود نشان می‌دهند را داشت، و در عین حال می‌توانست مجسمه‌هایی با ابعاد بزرگ خلق کند که نمایانگر عظمت و شکوه باشند.
یکی از پیکرتراشان چیره‌دست زمان خود بود و البته معماری برجسته. برنینی اولین مجسمه‌سازی است که پیکره‌هایی در سبک باروک آفرید و این شیوهٔ پیکرتراشی را به حدی از کمال رسانید که آثار دیگر هنرمندان این سبک تنها سهم کوچکی از تاریخچهٔ مجسمه‌سازی باروک را به‌خود اختصاص می‌دهند. او که هنر آموختهٔ مکتب کلاسیک بود، توانایی منحصربه‌فردی در کار با سنگ مرمر داشت و شیوهٔ روایت دراماتیک/ناتورالیستی واقع‌گرایانه‌ای در به تصویر کشیدن «یک لحظه» داشت که تقریباً تکان‌دهنده بود. در مقام مقایسه با دیگر مجسمه‌سازان هم‌عصرش -از جمله رقیب او آلساندرو آلگاردی- برنینی را می‌توان جانشین شایستهٔ میکل آنژ به‌شمار آورد. با در نظر گرفتن آنچه او انجام داد، استعدادش فراتر از محدوده مجسمه‌سازی بود. توانایی او در ترکیب مجسمه‌سازی، نقاشی و معماری به صورت یک مفهوم به هم پیوسته، توسط مورخ هنری «اروین لوین» به عنوان «یگانگی هنرهای بصری»، نام‌گذاری شده‌است. به عنوان یک فرد مذهبی که در دوران اصلاح کاتولیک زندگی می‌کرد، برنینی از نور برای ایجاد درک بهتر از مجموعه‌های مذهبی خود استفاده می‌کرد. اغلب از یک منبع نور مخفی برای افزایش حس پرستش یا تشدید لحظات دراماتیکی که مجسمه‌هایش بیان می‌کردند، استفاده می‌کرد.
همچنین برنینی به همراه معاصرانش فرانچسکو برومینی (معمار) و پیترو داکورتنا (نقاش و معمار)، از چهره‌های برجسته در دوران ظهور باروک رومی بود. در اوایل کارشان آن‌ها با هم در پروژه میدان باربرینی زیر نظر معمار سوییسی-ایتالیایی، کارلو مادرنو، کار می‌کردند و بعد از مرگ او تحت رهبری برنینی به کار خود ادامه دادند. اما بعدها در کارهای مختلف با هم به رقابت پرداختند و حسادت و چشم وهم چشمی زیادی، به خصوص بین برنینی و برومینی، به وجود آمد. با وجود نوآوری‌های بیشتر برومینی و کورتنا در معماری، برنینی هنرمند برتر به‌شمار می‌رفت، به ویژه در دوران پاپ اوربان هشتم (۴۴−۱۶۲۳) و الکساندر هفتم (۶۵−۱۶۵۵)؛ به طوری‌که توانست مهم‌ترین پروژه رم، در زمان خودش، کلیسای سن پیترو، را بدست آورد. طرح میدان سن پیترو در جلو کلیسا، یکی از نوآورانه‌ترین و موفق‌ترین طرح‌های معماری برنینی است.
در زندگی حرفه‌ای طولانی برنینی، پروژه‌های مهم زیادی به او واگذار شد. بسیاری از آن‌ها مربوط به دستگاه پاپ بود. در سال‌های اولیه او مورد توجه عموزاده پاپ، کاردینال سفیونه بورخس قرار گرفت، و در سال ۱۶۲۱ در حالی که فقط ۲۳ سال داشت، توسط پاپ گرگوری پانزدهم، ملقب به شوالیه شد.

## زندگی شخصی
برنینی در سال ۱۵۹۸ در ناپل متولد شد. پدرش پیترو برنینی، یک مجسمه‌ساز منریست (تکلف‌گرایی) اهل فلورانس بود و مادرش آنجلیکا گالانته اهل ناپل. او ششمین فرزند از سیزده فرزند آن‌ها بود. برنینی تا سال ۱۶۳۹ مجرد بود؛ در ۴۱ سالگی با یک دختر ۲۲ ساله رومی به نام کاترینا تزیو ازدواج کرد. او یازده فرزند به دنیا آورد که کوچک‌ترین آنها، دومنیکو برنینی، اولین زندگی‌نامه‌نویس برنینی بود. در ۱۶۰۶ برنینی هشت ساله، به همراه پدرش پیترو، که درگیر چند پروژه مهم شده بود، به رم رفت. در آنجا خیلی زود مهارت برنینی مورد توجه آنیباله کاراچی نقاش و پاپ پل پنجم قرار گرفت، و خیلی زود مورد حمایت کاردینال سفیونه بورخس قرار گرفت. اولین کارهای او ملهم از مجسمه‌های کلاسیک باستانی بود.
در سال ۱۶۳۰، برنینی درگیر یک ماجرای عشقی با زنی متأهل به نام کستانزا (همسر دستیارش متیو بنوچلی، که به نام بنارلی نیز شناخته می‌شد) شد. در طول این رابطه، برنینی مجسمه نیم تنه‌ای از کستانزا ساخت (اکنون در موزه باجلو د شهر فلورانس نگهداری می‌شود) که یکی از بهترین کارهای اوست.
بعدها این زن با برادر کوچک‌تر برنینی رابطه عاشقانه برقرار کرد. جان لورنزو بعد از کشف این موضوع بسیار خشمگین شد و به قصد کشتن برادرش او را در خیابان تعقیب کرد. سپس با یکی از خدمتکارهایش به خانه کستانزا رفت و با چاقو صورت او را زخمی‌کرد. سرانجام آن خدمتکار دستگیر و زندانی شد و کستانزا نیز به جرم فحشا به زندان افتاد.
برنینی در سال ۱۶۸۰ در رم از دنیا رفت و در کلیسای سانتا ماریا مجیوره به خاک سپرده شد.

## نگارخانه

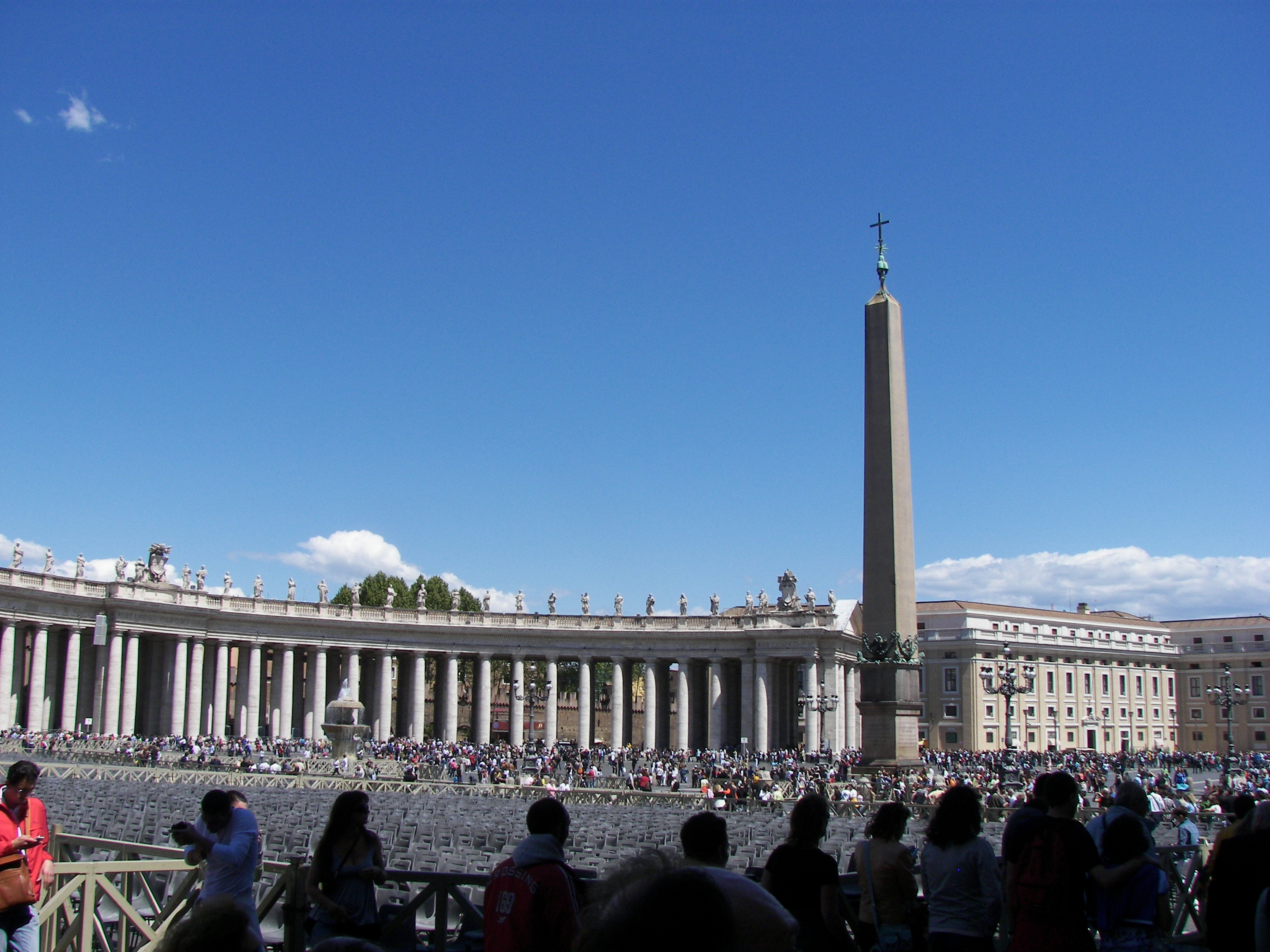
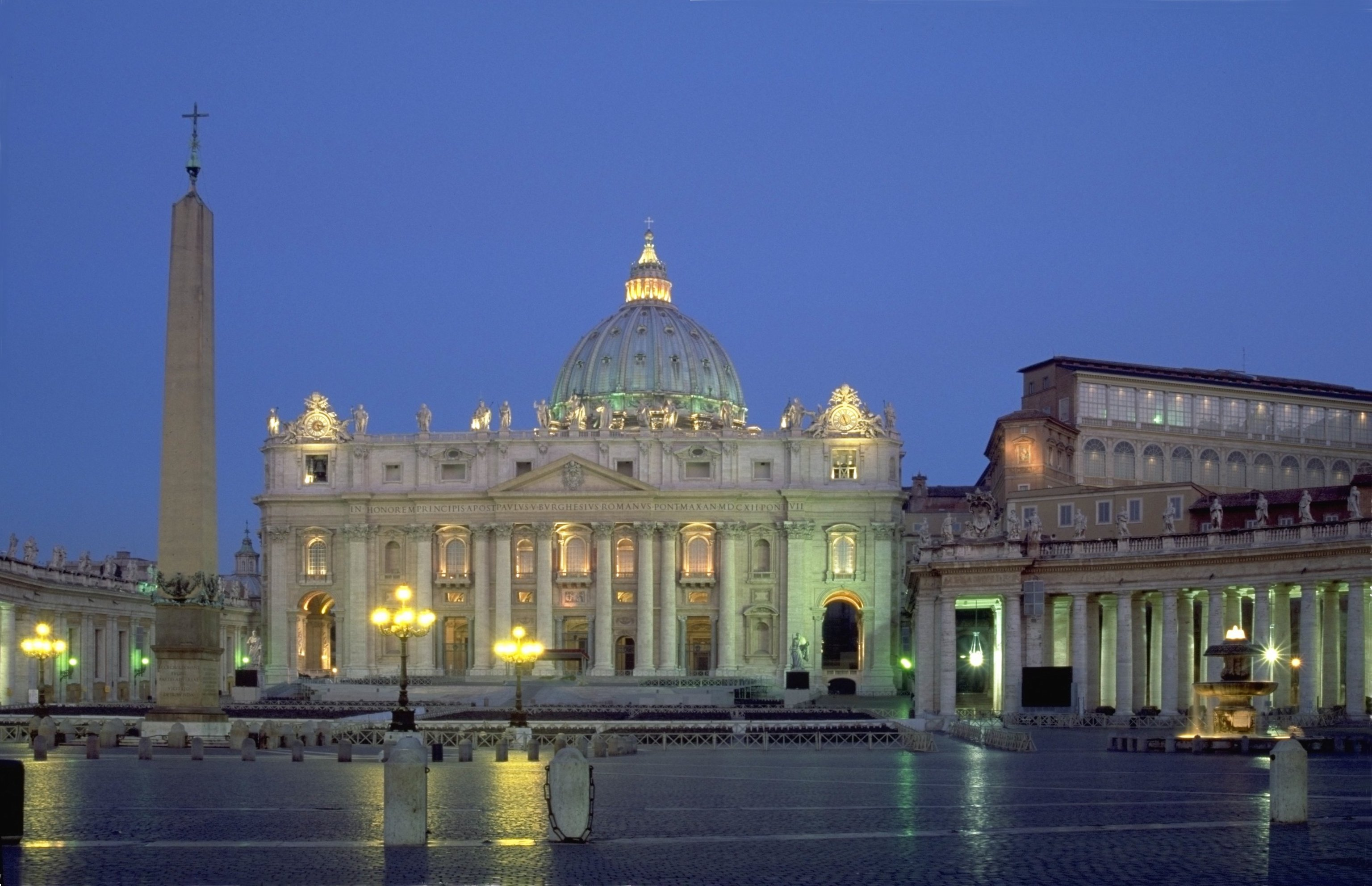
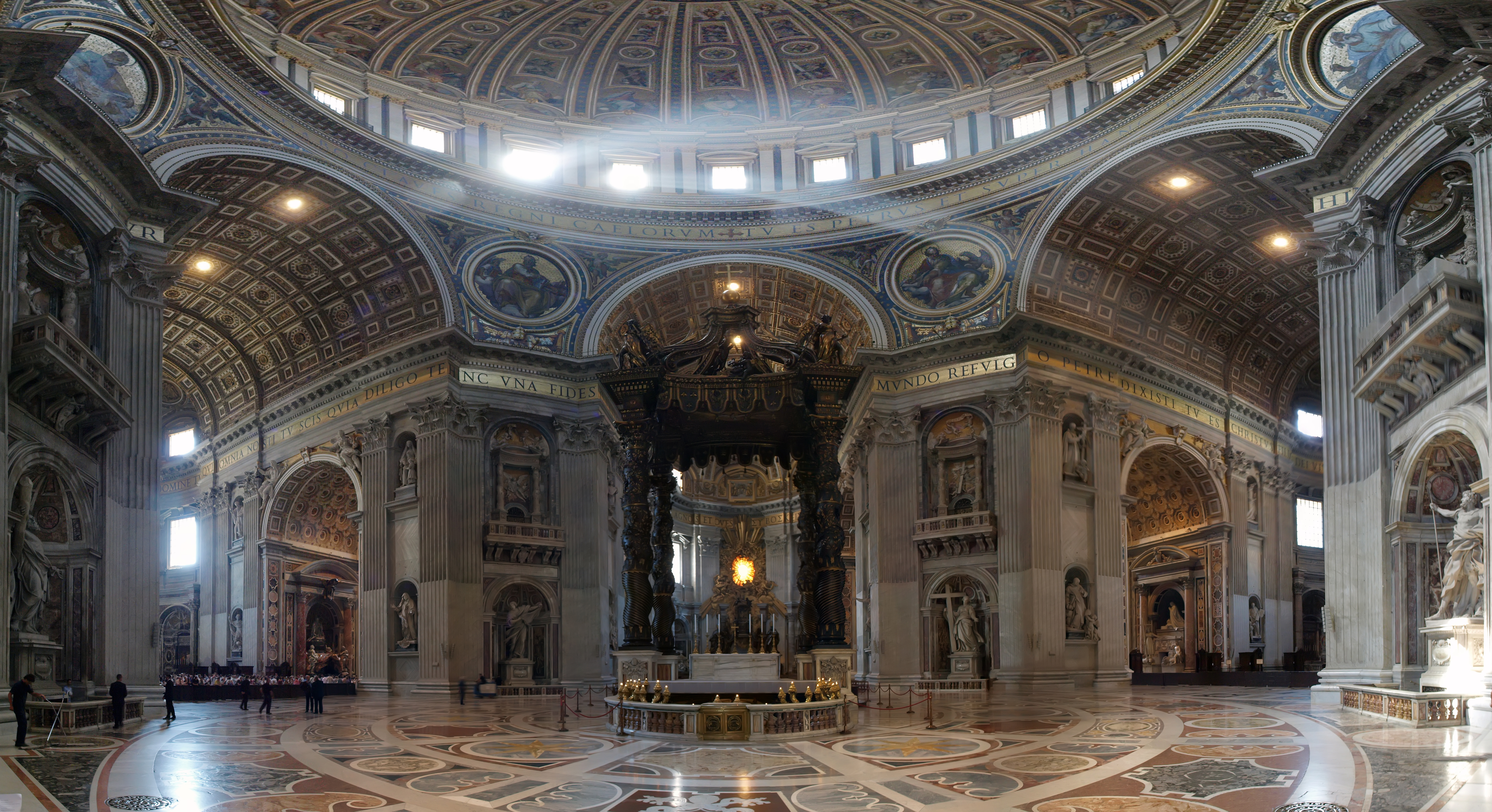
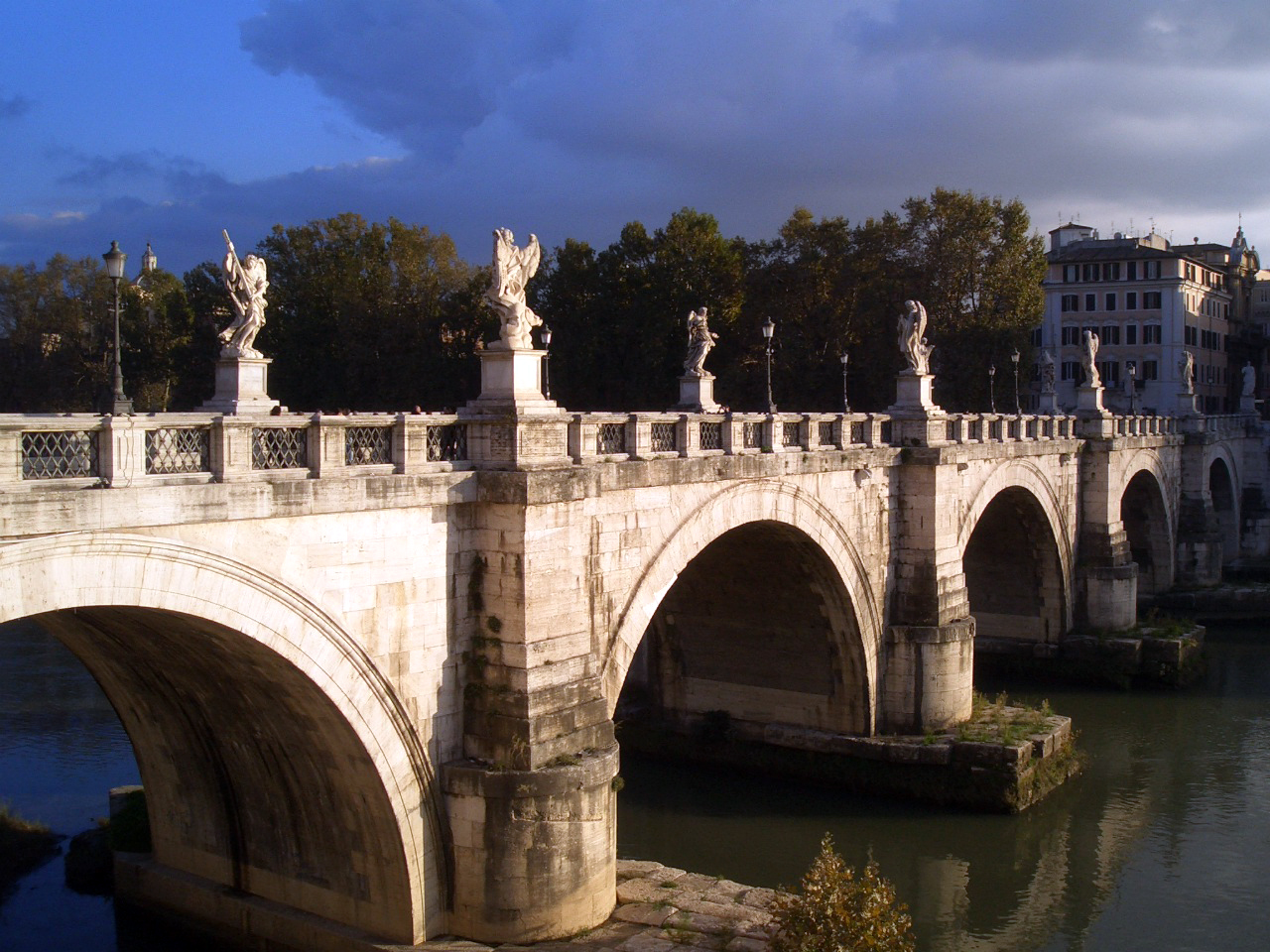
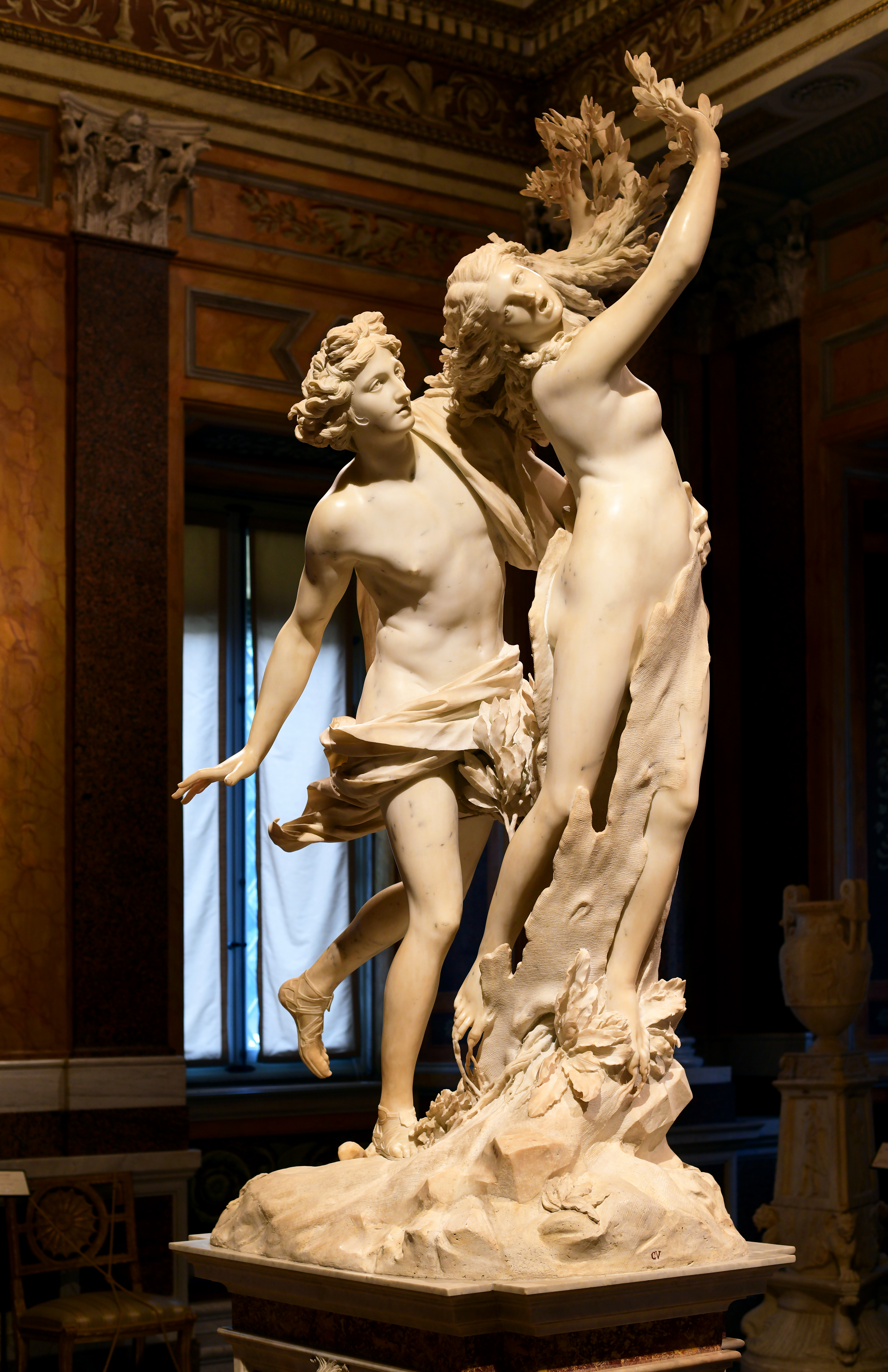
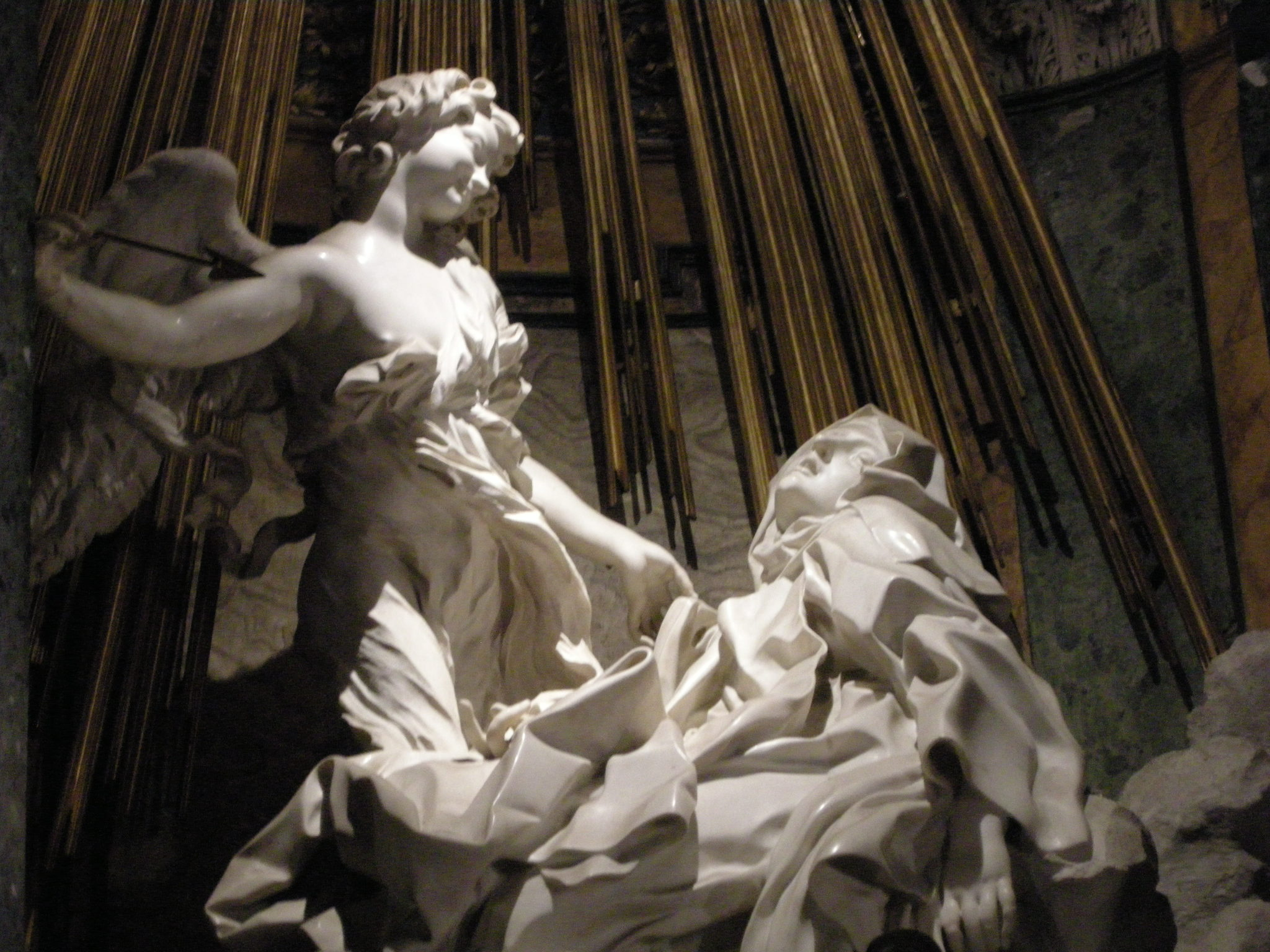
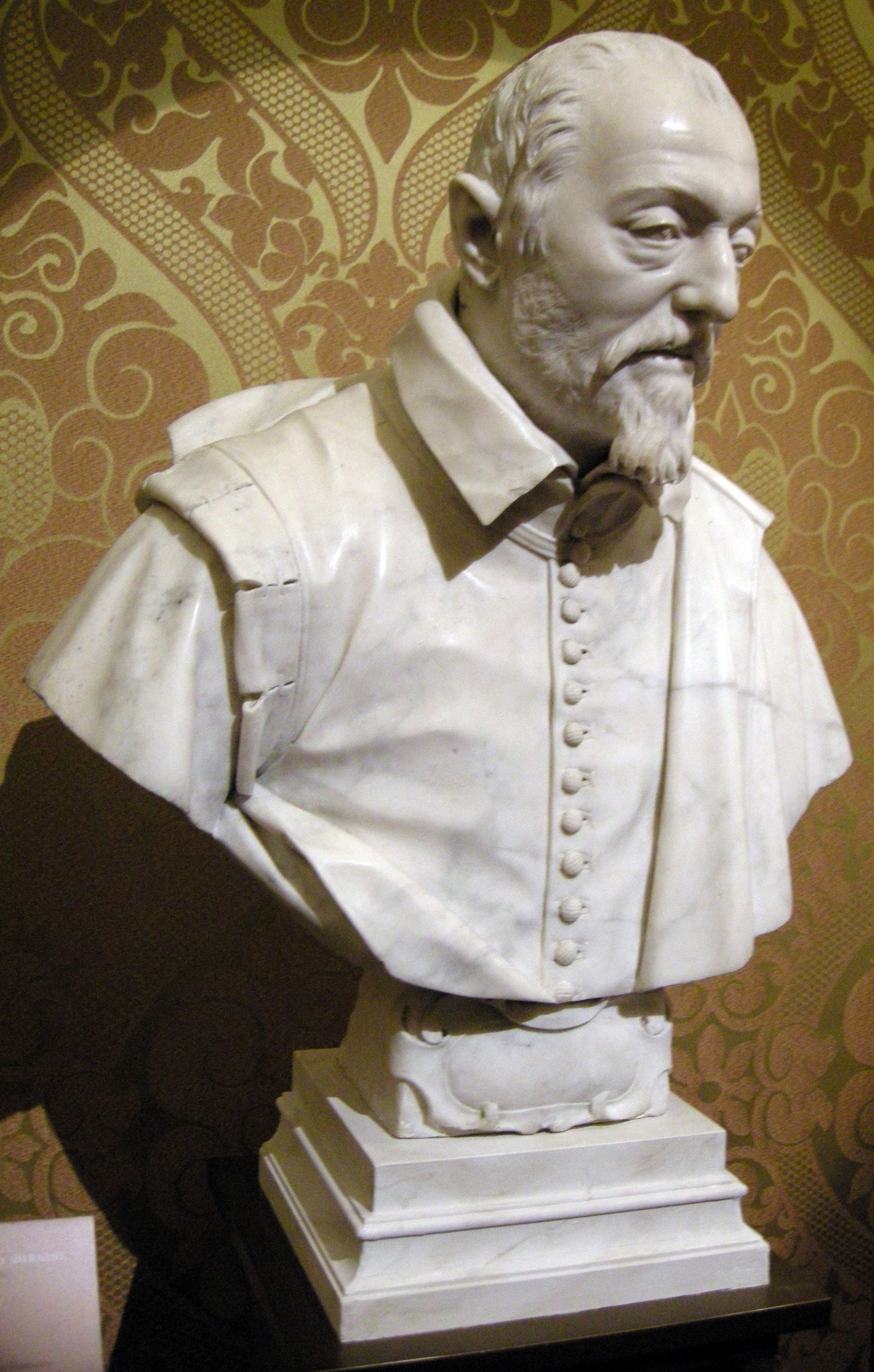
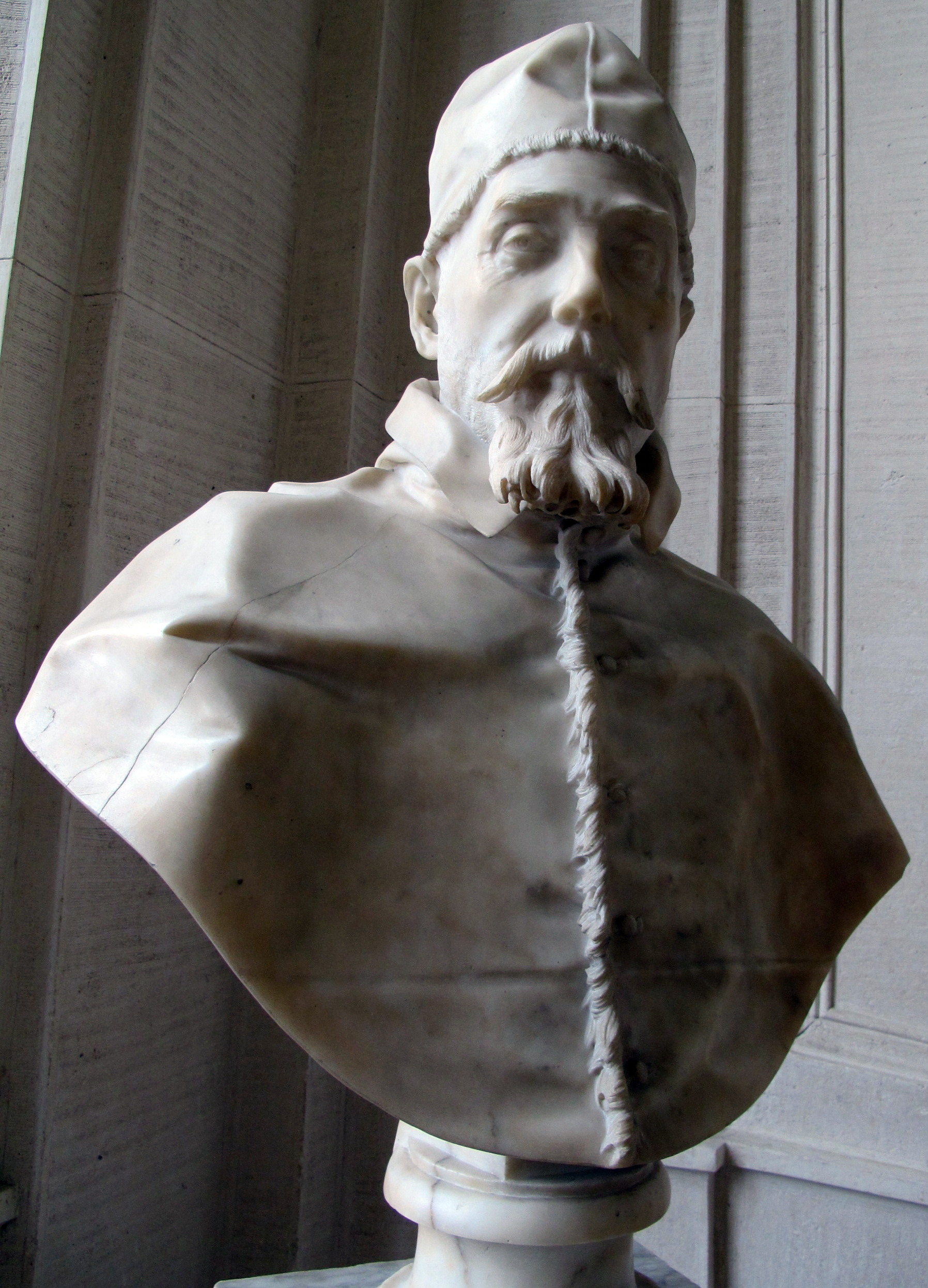
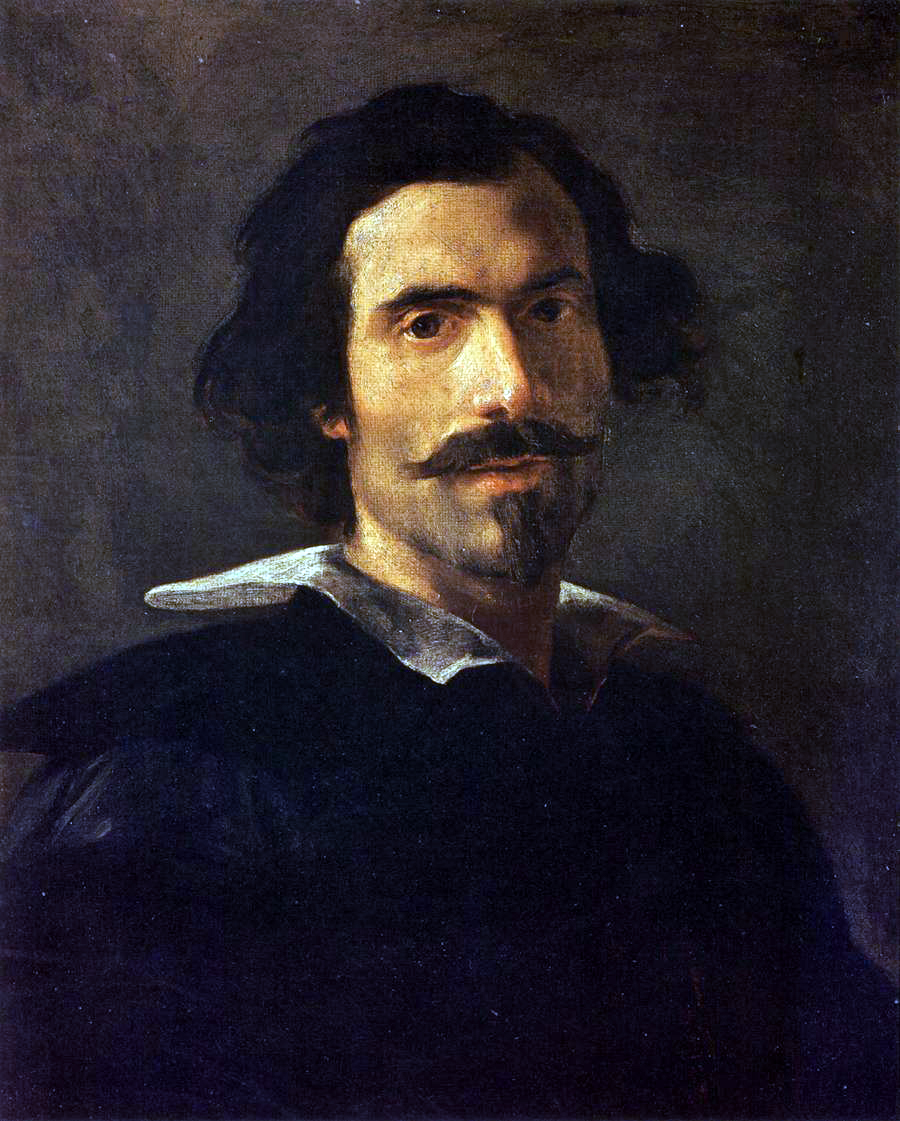